# 미오스포라
미오스포라(학명: Myospora metanephrops 미오스포라 메타네프롭스[*])는 미포자충류에 속하는 원생동물의 일종이다. 2010년, 스텐티포드(G.D. Stentiford) 등이 새로운 미오스포라목(Crustaceacida)과 미오스포라과(Myosporidae)에 속하는 종으로 제안했다. 바닷가재에 기생한다.